# Chauna
Chauna is een geslacht van vogels uit de familie hoenderkoeten (Anhimidae). Het geslacht telt 2 soorten.

## Soorten
- Chauna chavaria – Witwanghoenderkoet
- Chauna torquata – Kuifhoenderkoet